# كينيث رود
كينيث رود (بالنرويجية البوكمول: Kenneth Ruud)‏ هو كيميائي نرويجي، ولد في 16 سبتمبر 1969 في فريدريكستاد في النرويج.